# Rostisław Dimitrow
Rostisław Dimitrow, bułg. Ростислав Димитров (ur. 26 grudnia 1974 w Ruse) – bułgarski lekkoatleta specjalizujący się w trójskoku, uczestnik letnich igrzysk olimpijskich w Sydney (2000).
W 1999 r. zdobył w Maebashi srebrny medal halowych mistrzostw świata, jednakże po zawodach został zdyskwalifikowany za stosowanie niedozwolonego środka dopingującego (efedryny) i stracił medal.

## Sukcesy sportowe
- wielokrotny medalista mistrzostw Bułgarii w trójskoku, m.in. trzykrotnie srebrny (1997, 1998, 2003) oraz brązowy (1996)

| Rok  | Miasto        | Zawody                                | Konkurencja | Wynik         |
| ---- | ------------- | ------------------------------------- | ----------- | ------------- |
| 1993 | San Sebastián | Mistrzostwa Europy juniorów           | trójskok    | srebrny medal |
| 1997 | Ateny         | Mistrzostwa krajów bałkańskich        | trójskok    | złoty medal   |
| 1998 | Budapeszt     | Mistrzostwa Europy                    | trójskok    | brązowy medal |
| 1999 | Pireus        | Halowe mistrzostwa krajów bałkańskich | trójskok    | złoty medal   |
| 1999 | Stambuł       | Mistrzostwa krajów bałkańskich        | trójskok    | złoty medal   |
| 1999 | Sewilla       | Mistrzostwa świata                    | trójskok    | srebrny medal |
| 2000 | Gandawa       | Halowe mistrzostwa Europy             | trójskok    | srebrny medal |
| 2000 | Sydney        | Igrzyska olimpijskie                  | trójskok    | 9.miejsce     |
| 2000 | Doha          | Finał Grand Prix IAAF                 | trójskok    | 2. miejsce    |
| 2001 | Lizbona       | Halowe mistrzostwa świata             | trójskok    | 5. miejsce    |
| 2001 | Edmonton      | Mistrzostwa świata                    | trójskok    | 8. miejsce    |
| 2002 | Wiedeń        | Halowe mistrzostwa Europy             | trójskok    | 5. miejsce    |
| 2002 | Monachium     | Mistrzostwa Europy                    | trójskok    | 9. miejsce    |
| 2002 | Bukareszt     | Mistrzostwa krajów bałkańskich        | trójskok    | srebrny medal |
| 2003 | Teby          | Igrzyska bałkańskie                   | trójskok    | srebrny medal |
| 2004 | Stambuł       | Mistrzostwa krajów bałkańskich        | trójskok    | 4. miejsce    |

## Rekordy życiowe
- trójskok – 17,49 – Sewilla 25/08/1999
- trójskok (hala) – 17,26 – Budapeszt 05/02/1999